# Jan Kwiatkowski (kupiec)
Jan Kwiatkowski (ur. 1844 w Krakowie, zm. w styczniu 1908 tamże) – polski kupiec.

## Życiorys
Ukończył akademię techniczną. Zawodowo był kupcem. Po wybuchu powstania styczniowego 1863 przystąpił do oddziału gen. Mariana Langiewicza i brał udział w walkach. Pod Miechowem został wzięty do niewoli. Przez rok był osadzony w Orle, następnie został zesłany na Sybir, gdzie spędził cztery lata. Po ułaskawieniu powrócił do Krakowa. Tam w 1868 założył handel węgla, czym zajmował się do końca życia.
Od około 1893 był radnym miejskim w Krakowie. Zasiadał w wydziale Izby Handlowo-Przemysłowej. Był wiceprezesem Towarzystwa Tatrzańskiego. Działał też w Towarzystwie Strzeleckim. Pełnił funkcję podstarszego Kongregacji Kupieckiej w Krakowie.
Członek założyciel krakowskiego oddziału TG Sokół. W 1906 roku król kurkowy.